# بونإيتشيرو آبي
بونإيتشيرو آبي (باليابانية: 阿部 文一朗) (2 أبريل 1985 في شيمادا في اليابان – )؛ هو لاعب كرة قدم ياباني سابق كان يلعب كمهاجم.

## وصلات خارجية
- بونإيتشيرو آبي على موقع رابطة كرة القدم اليابانية للمحترفين (اليابانية)
- بونإيتشيرو آبي على موقع عالم كرة القدم.نت (الإنجليزية)